# 西村秀人
西村 秀人（にしむら ひでと、1949年7月9日 - ）は、日本の俳優。東京都出身。劇団NLT所属。

## 人物
身長170cm。体重68kg。文学座付属演劇研究所11期生。富士短期大学（現：東京富士大学）、舞台芸術学院卒業。

## 出演

### 映画
- しあわせのかたち（2013年、短編映画）

### テレビドラマ
- 特別機動捜査隊 第581話「蒼い性」（1972年、NET）
- ママはライバル（1972年、TBS）
- 幸せの時間（2012年、フジテレビ）
- 相棒（テレビ朝日）
  - Season15 第1話（2016年） - アパートの管理人
  - Season16 第19話（2018年） - アパートの隣人
  - Season17 第10話（2019年） - 三雲貴久

### CM
- キリンビール 澄みきり

### 舞台
- 葡萄の苑（2007年）
- レストラン
- 草上の昼食
- な・さ・け
- ドリーとその周辺
- アパート・オクトパス
- 母岸回帰（2013年）
- 老楽童子
- かあさん
- 不生不滅（2015年）
- ジェニーの肖像
- 奥様に御用心
- 商船テナシティ
- 「また、必ず会おう」と誰もが言った。

### Vシネマ
- 日本統一47（2021年） - 政治結社代表 児嶋

### VP
- 排除の分かれ道